# Wolfgang von Trips
Wolfgang Alexander Albert Eduard Maximilian Reichsgraf Berghe von Trips (Köln, Njemačka, 4. svibnja 1928. – Monza, Italija, 10. rujna 1961.) je bivši njemački vozač automobilističkih utrka.

## Karijera
Podrijetlom iz plemenitaške obitelji iz Porajnja, Wolfgang je nosio titulu grofa. Djetinjstvo je proveo u dvorcu Hemmersbach koji se nalazio u blizini staze Nordschleife. Od 1935. do 1938. odlazio je na utrke na stazi Nordschleife, gdje je nastupao njegov idol Bernd Rosemeyer.
Trkaču karijeru započeo je u motociklizmu 1950. pod pseudonimom Alex Linther, zbog toga što su njegovi roditelji željeli da se bavi vođenjem velikog imanja, pošto je završio školovanje za agronoma. Od 1950. do 1953. natjecao se na brojnim utrkama, a 1954. prelazi na četiri kotača. Prvi nastup u automobilizmu bilježi na Rallye Trifels, 500 kilometara dugoj utrci izdržljivosti u Porscheu 1300, a zajedno sa suvozačem Hans-Rolfom Clasenom završava na 3. mjestu. Iste godine najbolji je u svojoj klasi na utrci Mille Miglia, a osvaja i njemačko prvenstvo u GT klasi do 1,6 litre. Na utrci 24 sata Le Mansa, prvi put nastupa 1956. s Richardom von Frankenbergom kao suvozečem, a utrku završava na 5. mjestu, te je najbolji u svojoj klasi.

### Formula 1
U Formuli 1, prvi nastup trebao je imati na Monzi na Velikoj nagradi Italije 1956. No na slobodnom treningu mu je otkazao upravljač što je rezultiralo potpuno uništenim bolidom. Sljedeće sezone nastupa na tri utrke, a u Italiji osvaja prvo postolje u Formuli 1. Iste godine nastupa i na utrkama sportskih automobila, od kojih se ističu 1000 kilometara Buenos Airesa, 12 sati Sebringa i Mille Miglia. Prilikom probne vožnje za utrku ADAC 1000 kilometara Nürburgringa, doživio je teško izlijetanje gdje je zadobio potres mozga. 
Sljedeće 1958. nastupa na šest utrka. Najbolji rezultat ostvaruje na Reimsu na Velikoj nagradi Francuske kada utrku završava na 3. mjestu, startavši kao 21. Zbog velikog broja odustajanja te sezone, Enzo Ferrari ga je privremeno udaljio od Formule 1 za 1959. Te sezone nastupa na samo dvije utrke. Na Velikoj nagradi Monaka u Porscheu odustaje, a na Velikoj nagradi SAD-a na Sebringu, četiri kruga prije kraja utrke, kvar na motoru stajao ga je 4. mjesta u završnici. 
Enzova metoda donijela je uspjeh jer je von Trips 1960. bio puno sigurniji, ali i brži vozač. Jedini problem je bio, što Ferrarijev model Dino 246 nije bio konkurentan te sezone, pa se Wolfgang mogao nadati samo pokojem bodu. Jedina prilika za bolji rezultat pružila se u Monzi koju su britanske momčadi bojkotirale zbog korištenja ovalnog dijela staze za utrku. Nažalost za Nijemca, njemu je u toj utrci pripala uloga testnog vozača Ferrarijevog prototipa s motorom iza vozača. Utrku je završio na 5. mjestu s dva kruga zaostatka za momčadskim kolegom i pobjednikom Philom Hillom.
Promjena tehničkim pravila za sezonu 1961. (obujam motora smanjen s 2.5 L na 1.5 L) omogućila je Ferariju hvatanje konkurencije. Novi model 156, poznat kao “Sharknose”, pogonjen 1.5 litrenim V6 motorom pokazao se kao izvrstan bolid. Von Trips je borbu za naslov prvaka vodio s momčadskim kolegom Hillom. Iako je Phil bio gotovo nedodirljiv u kvalifikacijama, u utrkama nije bio toliko premoćan. Von Trips je prvu utrku u Monaku završio na 4. mjestu, da bi na sljedećoj utrci u Zandvoortu ostvario svoju prvu pobjedu u Formuli 1. Na Spa-Francorchampu je završio na 2. mjestu s manje od sekunde zaostatka za Hillom. Na Reimsu je odustao zbog kvara na motoru, a na kišnom Aintreeu pobjeđuje s 46 sekundi prednosti ispred Hilla, te prelazi u vodstvo u ukupnom poretku vozača. Kišna utrka na Nürburgringu pripala je Stirlingu Mossu, dok je Wolfgang završio na 2. mjestu ispred Phil Hilla na 3. mjestu. 
Dvije utrke prije kraja prvenstva, uoči kobne Monze, von Trips je imao 4 boda prednosti ispred Hilla. U kvalifikacijama je konačno pobijedio Hilla, te došao do prve i jedine najbolje startne pozicije u Formuli 1. No utrka nije dobro počela za Wolfganga. Na samom startu je izgubio nekoliko pozicija, te se na kraju prvog kruga vozio na 6. mjestu. Ono što je uslijedilo na kraju drugog kruga, i do danas je najveća tragedija koja je zadesila Formulu 1. Nakon lošeg starta, von Trips je počeo pretjecati bolide. Na pravcu između zavoja Vialone i Parbolice, tijekom drugog kruga, došlo je do sudara između Nijemca i Jima Clarka. Clark se nalazio na lijevoj strani staze, dok je von Trips bio u sredini. Tijekom kočenja za Parabolicu, Ferrari se počeo pomicati lijevo i došlo je do kontakta između dva bolida. Oba bolida su nakon dodira silovito udarila u slabu ogradu koja je dijelila gledatelje i stazu. Oba vozača su u prevrtanju bolida, ispala iz bolida na stazu. Von Trips je preminuo, a Clark je s ozljedama prebačen u bolnicu. Uz von Tripsa, poginulo je još 14 talijanskih gledatelja.
Wolfgang von Trips je imao 33 godine kada je poginuo. Za života, osnovao je karting stazu u Kerpenu na kojoj su svoje prve korake prema Formuli 1 učinili Michael i Ralf Schumacher, te Sebastian Vettel. Staza je danas u vlasništvu Michaela Schumachera.

## Rezultati u Formuli 1
| Sezona | Momčad                                 | Šasija                                      | Motor                          | Utrke | Pobjede | Podiji | Bodovi | Plasman |
| ------ | -------------------------------------- | ------------------------------------------- | ------------------------------ | ----- | ------- | ------ | ------ | ------- |
| 1956.  | Scuderia Ferrari                       | Lancia-Ferrari D50                          | Ferrari V8                     | 1 (0) | 0       | 0      | 0      | —       |
| 1957.  | Scuderia Ferrari                       | Lancia-Ferrari D50A Ferrari 801             | Ferrari V8                     | 3     | 0       | 1      | 4      | 14.     |
| 1958.  | Scuderia Ferrari                       | Ferrari Dino 246                            | Ferrari V6                     | 6     | 0       | 1      | 9      | 12.     |
| 1959.  | Dr Ing hcf Porsche KG Scuderia Ferrari | Porsche 718 F2 Ferrari Dino 246             | Porsche Flat-4 Ferrari V6      | 3 (2) | 0       | 0      | 0      | —       |
| 1960.  | Scuderia Ferrari Scuderia Centro Sud   | Ferrari Dino 246 Ferrari 246P F2 Cooper T51 | Ferrari V6 Maserati Straight-4 | 9     | 0       | 0      | 10     | 7.      |
| 1961.  | Scuderia Ferrari                       | Ferrari 156                                 | Ferrari V6                     | 7     | 2       | 4      | 33     | 2.      |

## Pobjede

### Formula 1
| Rb | Sezona | Datum       | Velika nagrada      | Staza     | Momčad                     | Šasija      | Motor              | Gume | Grid |
| -- | ------ | ----------- | ------------------- | --------- | -------------------------- | ----------- | ------------------ | ---- | ---- |
| 1. | 1961.  | 22. svibnja | VN Nizozemske       | Zandvoort | Scuderia Ferrari SpA SEFAC | Ferrari 156 | Ferrari 178 V6 1.5 | D    | 2.   |
| 2. | 1961.  | 15. srpnja  | VN Velike Britanije | Aintree   | Scuderia Ferrari SpA SEFAC | Ferrari 156 | Ferrari 178 V6 1.5 | D    | 4.   |

### Ostale pobjede
| Godina | Datum        | Utrka                                          | Staza                  | Bolid                | Momčadski kolega         | Klasa       |
| ------ | ------------ | ---------------------------------------------- | ---------------------- | -------------------- | ------------------------ | ----------- |
| 1956.  | 16. rujna    | Großer Preis von Berlin                        | AVUS                   | Porsche 550 RS       | nitko                    | S1.5        |
| 1956.  | 16. rujna    | Großer Preis von Berlin                        | AVUS                   | Mercedes-Benz 300 SL | nitko                    | GT+2.0      |
| 1958.  | 17. kolovoza | Cup der Österreischen Flugplatzrennen der ÖASC | Flugplatz Zeltweg      | Porsche 718 RSK      | nitko                    | Sports      |
| 1959.  | 1. kolovoza  | Großer Preis von Berlin                        | AVUS                   | Porsche 718 RSK      | nitko                    | Sports      |
| 1961.  | 9. travnja   | Le Mans Test                                   | Circuit de la Sarthe   | Ferrari Dino 246 SP  | Phil Hill Willy Mairesse | —           |
| 1961.  | 30. travnja  | Targa Florio                                   | Circuito delle Madonie | Ferrari Dino 246 SP  | Olivier Gendebien        | Sports 3000 |

## Vanjske poveznice
- Wolfgang von Trips Formula 1 history and statistics.ro
- Wolfgang von Trips na racingreference.info